# Тромп, Мартен Харпертсзон
Мартен Харпертсзон Тромп (нидерл. Maarten Harpertszoon Tromp; 23 апреля 1598, Брил — 10 августа 1653, на борту Brederode вблизи Схевенингена) — голландский адмирал.

## Биография
Мартен Тромп Старший родился в семье морского офицера Харперта Мартенсзона Тромпа, отличившегося в победе 1607 года над испанцами в битве при Гибралтаре. В этой битве также участвовал и 9-летний Мартен Тромп, который пошел в плавание с отцом.

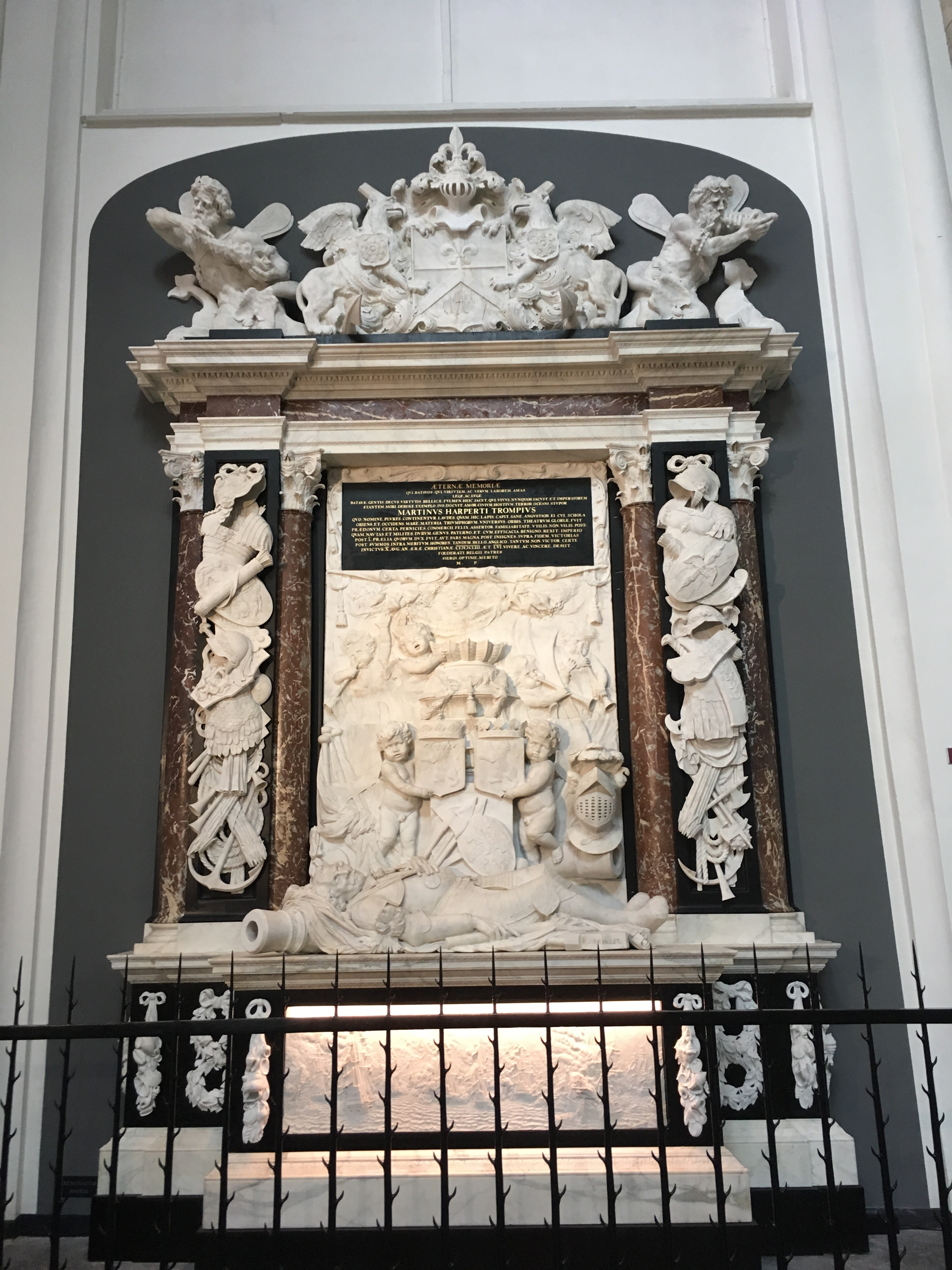
Мемориал Мартена Тромпа в Старой церкви в Делфте (Ауде керк)

После сражения отец перешел в торговый флот, сын последовал за ним. В 1609 году их корабль был захвачен английским капером у берегов Гвинеи. Отец погиб, а Мартен служил два года юнгой пиратскому капитану, затем попал в неволю к туркам.
Убежав из плена, он в 1617 году поступил во флот, став штурманом, участвовал в успешной экспедиции против алжирских пиратов. В 1619 году Мартен с коммерческим флотом отправился на Средиземное море, но в 1621 году вновь попал в руки пиратов. Освободившись через год, по возвращении на родину он в 1622 году был произведен в лейтенанты голландского флота, а в 1624 году уже назначен капитаном линейного корабля.
19 июня 1629 года в бою у Дюнкирхена (Дюнкерка) против пиратов из Остенде Тромп командовал флагманским кораблем, с 1630 года он возглавлял эскадру.
В 1634 году недовольный службой моряк снова оставил флот, но в 1636 году вернулся на службу и в 1638 году получил звание адмирал-лейтенанта Голландии — тогда высший пост во флоте штатгальтера (который сам являлся генерал-адмиралом флота республики), — став главнокомандующим флотом.
В 1637 и 1643 году был командующим трёхмачтового флагманского галеона «Амилия».
Тромп в 1639 году разбил испанский флот в сражении у Даунса.
Убит пулей, прилетевшей с борта корабля адмирала Уильяма Пенна в начале Сражения при Схевенингене на борту своего флагмана Brederode. Мемориал Мартена Тромпа находится в Старой церкви в Делфте (Ауде керк).

## Память
- В нидерландском фильме Михил де Рюйтер (2015 г.) роль Маартена Тромпа сыграл Рутгер Хауэр.